# Ариб аль-Мамунийя
Ариб аль-Мамунийя (араб. عريب المأمونية‎; 797/798 — 890/891) — кайна (рабыня, обученная искусству развлечений) раннего периода Аббасидов, описанная как «самая известная рабыня-певица, когда-либо жившая при багдадском дворе».. Она дожила до 96 лет, период её деятельности охватил время правления пяти халифов.

## Биография
Основным источником о жизни Ариб аль-Мамунийи служит антология X века «Китаб аль-Агани», составленная учёным Абу-ль-Фараджем аль-Исфахани. По его словам она была сведуща в поэзии, композиции и музыкальном исполнении, владея при этом и различными другими навыками, в том числе игрой в нарды и шахматы, а также искусством каллиграфии. Её любимым инструментом был уд, предпочтение которое она передавала и своим ученикам, но, прежде всего, выделялись её пение и композиция. Используя сведения багдадского халифа, поэта и филолога Абдуллаха ибн аль-Мутазаз, одного из своих ключевых источников, Абу-ль-Фарадж ссылается на собрание записных книжек (дафатир) и разрозненных листов (шудуф), содержащих её песни. По слухам их было около тысячи. Что касается её пения, то Абу-ль-Фарадж заявляет, что она не знала соперниц в этом искусстве среди своих сверстниц. Он объединяет её, единственную среди них, с легендарными дивами самого раннего исламского периода, известными под общим названием «Хиджазият».
Ариб родилась в Багдаде. По слухам, распространённым в средние века, она была дочерью визиря Джафара ибн Яхьи, влиятельнейшего члена рода Бармакидов, и одной из его домашних служанок — Фатимы. Это происхождение было поставлено под сомнение современными учёными. В любом случае, Ариб явно была рабыней в течение значительной части раннего периода своей жизни, независимо от того, родилась ли она уже в неволе или была продана в рабство 10-летним ребёнком после падения её семьи. Свободу ей даровал халиф Аль-Мутасим Биллах (пр. 833—842). По некоторым данным Ариб была любимой певицей халифа Абдуллаха аль-Мамуна (пр. 813—833)..
Сохранившиеся произведения Ариб и связанные с ней анекдоты свидетельствуют не только о её поэтических дарованиях, но и о наличии у неё любовников и покровителей из числа мужчин. Судя по всему, она содержала собственную солидную свиту и владела землями. Одна из самых известных историй, связанных с ней, касается конкурса пения, который она и её певицы выиграли у её младшей соперницы Шарии и её труппы.